# Сергєєв Денис Валерійович
Денис Валерійович Сергєєв (рос. Денис Валерьевич Сергеев; 24 серпня 1983, м. Москва, СРСР) — російський хокеїст, правий нападник.
Вихованець хокейної школи «Динамо» (Москва). Виступав за «Калгарі Гітмен» (ЗХЛ), «Свіфт-Каррент Бронкос» (ЗХЛ), «Олімпія» (Кірово-Чепецьк), «Витязь» (Чехов), «Нафтохімік» (Нижньокамськ), «Дизель» (Пенза), «Зауралля» (Курган). 